# 安慶道
安慶道（あんけい-どう）は中華民国北京政府により設置された安徽省の道。

## 沿革
1914年（民国3年）5月23日、清代の徽寧池太広道地区に設置された。
道尹は懐寧県に駐在し、下部に懐寧、桐城、宿松、太湖、潜山、望江、合肥、廬江、舒城、巣県、無為、滁県、全椒、来安、和県、含山の16県を管轄した。1914年（民国3年）、鉄道の開通による省内交通の変化に従い、同年10月に滁県、全椒、来安の3県が淮泗道に移管され、淮泗道の六安、英山、霍山の3県が安慶道に移管された。1927年（民国16年）に廃止されている。

## 行政区画
廃止直前下部の16県を管轄した。（50音順）
- 英山県
- 懐寧県
- 霍山県
- 含山県
- 合肥県
- 宿松県
- 舒城県
- 潜山県
- 巣県
- 太湖県
- 桐城県
- 望江県
- 無為県
- 六安県
- 廬江県
- 和県